# Věčně smutná dáma
Věčně smutná dáma (v anglickém originále Gal of Constant Sorrow) je 14. díl 27. řady (celkem 588.) amerického animovaného seriálu Simpsonovi. Scénář napsala Carolyn Omineová a díl režíroval Matthew Nastuk. V USA měl premiéru dne 21. února 2016 na stanici Fox Broadcasting Company a v Česku byl poprvé vysílán 31. srpna 2016 na stanici Prima Cool.

## Děj
Během snídaně Marge objeví na podlaze uvolněnou dlaždici a řekne, že bude muset zavolat řemeslníka, aby ji opravil. Homer pochopí, že si o něm Marge myslí, že není zručný, a rozhodne se dlaždici vyměnit sám. S pomocí on-line návodu se mu to podaří, ale brzy zjistí, že v podlaze uvěznil Sněhulku. Později se mu podaří kočku ze stěn osvobodit, zato v ní uvězní Spasitele. Homer nakonec při pokusu o záchranu psa propadne stropem. 
Mezitím se Bart účastní závodu na saních na kopci, ale Milhouse ze strachu ze šikmých ploch sáně zpomaluje. Bart Milhouse srazí, ale zároveň ztratí kontrolu nad sáněmi a narazí do nákupního vozíku bezdomovkyně Hettie Mae Boggsové, jejž shodí i se všemi jejími věcmi do zamrzlé řeky. S pocitem viny pozve Hettie k Simpsonovým domů. Hettie se zabydlí v Bartově skříni, a tak se rozhodne dávat Bartovi jeden dolar denně jako nájem. Líza si brzy všimne Bartova podezřelého příjmu a Hettie odhalí, ale Bart ji přesvědčí, aby to Marge neříkala ze strachu, že Hettie vyhodí z domu. 
Líza také zjistí, že má Hettie neuvěřitelný hudební talent, a tak ji pozve k sobě do šatníku a pomáhá jí nahrávat písničky. Bart před tím Lízu varuje, protože pokud ji Hettie zklame, Líza se nedokáže vypořádat se svými emocemi. Líza předvede písně městu a podaří se jí pro Hettie zařídit koncert a rozhovor. K šoku Lízy Hettie během rozhovoru prozradí, že je závislá na heroinu a má sklony střílet lidi do obličeje, pokud nedostane drogy. 
Když se Hettie v den svého koncertu ztratí, Bart a Líza se s ní svěří Marge a Homerovi. Do koncertu zbývá necelých třicet minut, a tak Líza rozptyluje publikum hrou na saxofon, zatímco Homer a Bart hledají Hettie. Dvojice najde Hettie, jak pije na farmě Cletuse Spucklera. Uklidní ji a přesvědčí ji, aby přišla na koncert, jenže zjistí, že zdrcená Líza nedokázala pobavit publikum a to zde nezůstalo téměř žádné. Hettie zazpívá poslední píseň věnovanou Líze, která se rozhodne jí odpustit. 
Během titulků je ukázáno, jak Hettie hraje na rehabilitační klinice, zatímco pacienti utíkají tajným tunelem do Vočkovy hospody. Disco Stu, člen skupiny, poznamenává, že bar je špinavější než tunel.

## Přijetí
Díl dosáhl ratingu 1,4 a sledovalo ho 3,10 milionu diváků, čímž se stal nejsledovanějším pořadem večera na stanici Fox.
Dennis Perkins z The A.V. Clubu udělil epizodě známku B+ a uvedl: „Přes všechny výtky, že Simpsonovi přešlapují na místě, není třeba mnoho, aby si seriál získal zpět důvěru a náklonnost diváků. Všechny postavy a díly jsou na svém místě, jen čekají na správnou melodii, aby se začaly pohybovat v podobně své dřívější veselé harmonie. Ve druhé epizodě této řady se pověřená scenáristka Carolyn Omineová chopila svého scénáře s obratností a pochopením Simpsonových, díky nimž díl poctivě zpívá.“.